# Meister des Altars des Pierre de Wissant

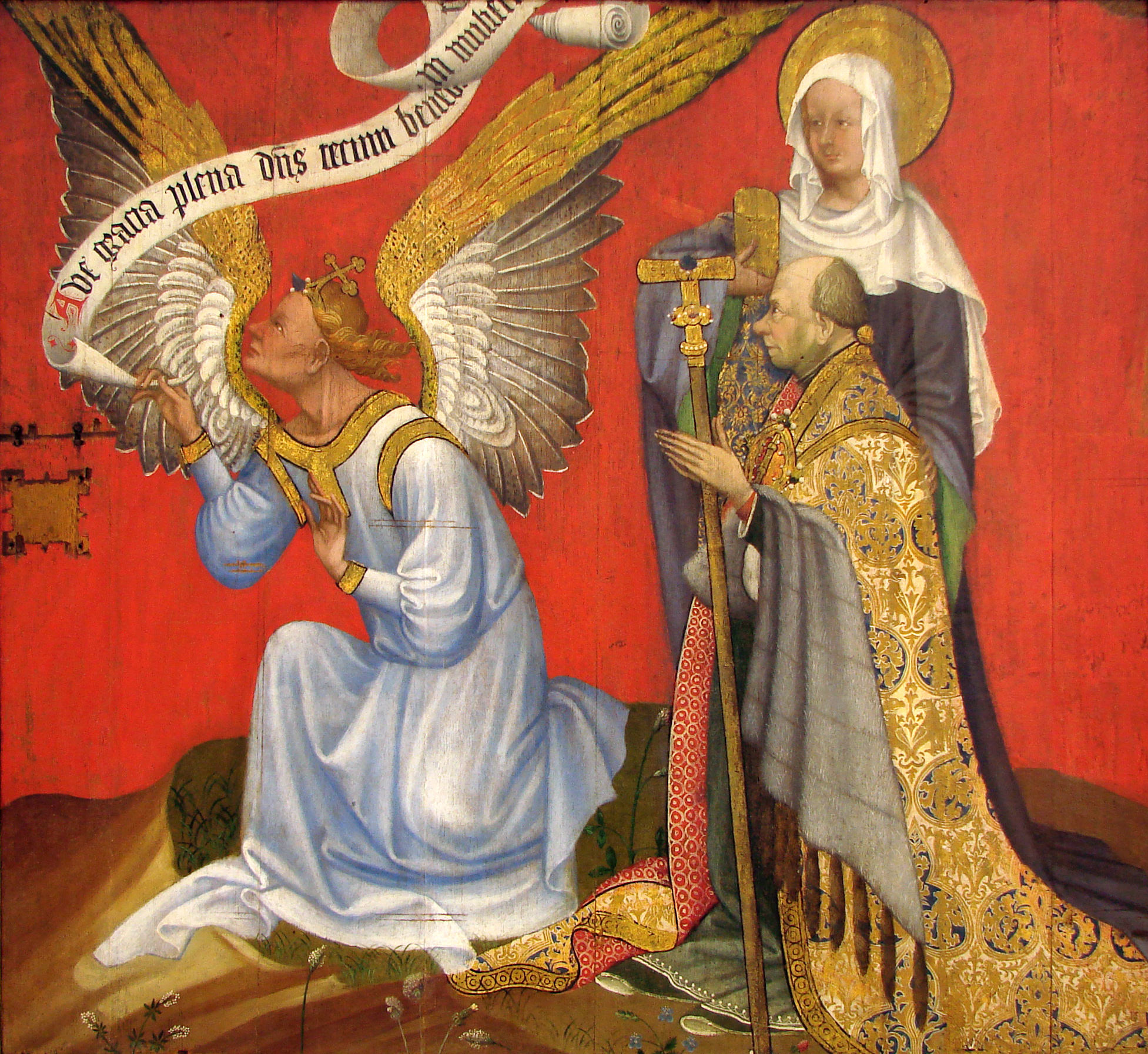
Meister des Altars des Pierre de Wissant (Maître du retable de Pierre de Wissant): Altar des Pierre de Wissant - Detail ; Der Stifter mit der Heiligen Magdalena, um 1410, Laon

Als Meister des Altars des Pierre de Wissant (fr.  Maître du retable de Pierre de Wissant) oder Meister des Pierre de Wissant-Altars wird der mittelalterliche Maler bezeichnet, der um 1410 in Frankreich die Altarbilder für einen Altar gemalt hat. Der namentlich nicht bekannte Künstler schuf sie im Auftrag des Klerikers Pierre de Wissant, Domherr an der Kathedrale von Laon. Auf dem Bild der Verkündigung des Herrn ist der Stifter zusammen mit der heiligen Magdalena in seinem detailgetreu und sehr realistisch gemalten Ornat dargestellt.
Das Werk entstand in der Zeit des  Hundertjährigen Kriegs, dem englisch-französischen Streit um die Thronfolge in Frankreich zwischen 1337 und 1453. Während des Streites um klare Zentralmacht  waren es auch die Kirche und reiche Adelige in den Provinzen, die die Künste förderten.  Künstler aus den Provinzen und umliegenden anderen europäischen Regionen brachten dann neue Impulse nach Paris. In ihrem Eifer dort den potentiellen Auftraggebern ihre Kunstfertigkeit aufzuzeigen entwickelten die Maler einen feinen Stil, der die Details betont und brachten immer wieder Neuerungen in Ikonographie und Motivwahl auf.
Eventuell könnte es sich bei dem Meister des Altars des Pierre de Wissant um Colart de Laon handeln, einen Maler, der zwischen 1377 und 1417 zahlreiche Kunstwerke für verschiedene französische Adelige  geschaffen hat und auch am Hofe des französischen Königs beispielsweise für den Kronprinzen tätig war.
Das Werk des Meisters des Altars des Pierre de Wissant ist heute in Laon im Musée d’Art et d’Archéologie zu finden. Seine Analyse kann interessante Einblicke in den Malstil mit Öl auf Holz im Frankreich am Anfang des 15. Jahrhunderts geben und das Werk wurde unter anderem auch im Jahr 2004 nach einer Restaurierung im Rahmen einer Ausstellung zur Malerei im Paris um 1400 im Musée du Louvre gezeigt.